# Pio (futebolista, 1988)
Francisco Hércules de Araújo, mais conhecido como Pio (Fortaleza, 23 de janeiro de 1988), é um futebolista brasileiro que atua como volante e lateral-direito. Atualmente está no Maracanã-CE.

## Carreira

### Antecedentes
Nascido em Fortaleza, Ceará, Pio começou no salão, aos 11 anos, na AABB. Ele se transferiu para o campo aos 13 anos, no Estação Antônio Bezerra. Em 2004, foi aprovado em uma peneira do Corinthians e chegou a treinar com o profissionais durante as passagens dos treinadores Antônio Lopes e Emerson Leão.
Pio começou sua carreira profissional no Fortaleza, depois passando pelo Icasa, Aracati, Treze, ABC, Monte Azul, Guaratinguetá, Gil Vicente e Mirassol.

### Botafogo-PB
Pio chegou ao Botafogo-PB em meados de 2013. Estreou pelo clube em 8 de junho, entrando como titular em um empate em casa por 1 a 1 com o Sergipe, pela Série D de 2013. Seu primeiro gol pelo clube aconteceu em 25 de agosto, marcando o quarto gol em uma vitória em casa contra a Juazeirense por 4 a 2.
Em 14 de novembro de 2013, após ser um dos principais jogadores do time na campanha do título da Série D de 2013, o Botafogo-PB renovou com Pio.
Pelo Botafogo-PB, fez 37 partidas e marcou 8 gols.

### Fortaleza
Em 9 de dezembro de 2014, foi oficializada a contratação de Pio ao Fortaleza.
Fez sua estreia em 18 de janeiro, entrando como titular e marcando o segundo gol em uma vitória em casa por 3 a 2 sobre o São Benedito, pelo Campeonato Cearense de 2015. No dia 9 de janeiro de 2016, após ser um dos destaques na temporada de 2015, o Fortaleza renovou com Pio até o final do ano.
Se destacou também por marcar os dois gols na vitória fora de casa por 2 a 1 sobre o Flamengo, no dia 18 de maio de 2016, garantindo a classificação na Copa do Brasil de 2016.
Pelo Fortaleza, fez 87 partidas e marcou 17 gols.

### Linense
Em 25 de janeiro de 2017, foi oficializada a contratação de Pio ao Linense. Sua estreia pelo clube aconteceu em 22 de fevereiro, entrando como titular em um empate em casa por 2 a 2 com a Ponte Preta, pelo Campeonato Paulista de 2017. Fez seu primeiro gol pelo clube em 25 de fevereiro, marcando o segundo gol em uma vitória fora de casa por 2 a 0 sobre o Santo André.
Na sua rápida passagem pelo Linense, fez 10 partidas e marcou 2 gols.

### Ceará
Após uma curta passagem pelo Linense, Pio foi anunciado pelo Ceará no dia 5 de maio de 2017, por um contrato até o final da temporada. Sua estreia pelo clube aconteceu em 16 de maio, entrando como substituto em um empate em casa por 0 a 0 com o Boa Esporte, pela Série B de 2017. Seu primeiro gol aconteceu em 18 de julho, em um empate por 2 a 2 com o Guarani.
Pio renovou com o Ceará em 7 de dezembro de 2017, após uma grande campanha que resultou no acesso à elite na Série B de 2017. Ganhou grande repercussão após um gol olímpico feito em 10 de maio de 2018, no segundo gol da equipe cearense durante um empate por 3 a 3 com o CRB, pela Copa do Nordeste de 2018.
Pelo Ceará, fez 55 partidas e marcou 7 gols.

### CSA
Após perder espaço no Ceará com a chegada do treinador Lisca, em 14 de agosto de 2018, Pio foi anunciado pelo CSA. Estreou pelo clube alagoano em 18 de agosto, entrando como substituto em uma vitória em casa por 1 a 1 com o São Bento, pela Série B de 2018. Marcou seu primeiro gol pela equipe alagoana em 4 de setembro, marcando o terceiro gol em uma vitória em casa por 4 a 1 sobre o Londrina.
Pelo CSA, fez 14 partidas e marcou 1 gol, além de ser um dos principais jogadores que participaram do retorno do time alagoano à elite na Série B de 2018.

### Red Bull Brasil
Em 5 de janeiro de 2019, Pio foi oficializado pelo Red Bull Brasil. Estreou pelo clube no dia 20 de janeiro, entrando como titular em um empate em casa por 1 a 1 contra o Palmeiras, pelo Campeonato Paulista de 2019. Seu primeiro gol aconteceu em 20 de março, marcando um gol de falta na vitória fora de casa por 2 a 1 sobre o Guarani.
Pelo Red Bull Brasil, fez 9 partidas e marcou um gol.

### Bragantino
Tornou-se jogador do Bragantino quando o Red Bull Brasil se fundiu com o Bragantino em abril de 2019 e posteriormente, seria formado o Red Bull Bragantino no ano seguinte.
Sua estreia aconteceu em 10 de maio, entrando como substituto em uma vitória em casa sobre o Atlético Goianiense por 3 a 0, pela Série B de 2019. Seu primeiro e único gol pelo clube aconteceu em 5 de novembro de 2019, em uma vitória em casa por 3 a 1 contra o Guarani, mesmo jogo em que o clube do interior paulista garantiu o acesso para a Série A de 2020.
Pelo Bragantino, fez 12 partidas e marcou um gol.

### Água Santa
Em 2020, Pio foi oficializado pelo Água Santa. Sua primeira partida aconteceu em 22 de janeiro de 2020, em uma derrota fora de casa para o São Paulo por 2 a 0, pelo Campeonato Paulista de 2020.
Pelo Água Santa, fez apenas 5 partidas e marcou nenhum gol.

### Ferroviária
Após uma pequena e curta passagem pelo Água Santa, Pio foi anunciado pela Ferroviária em 28 de setembro de 2020, por um contrato até maio de 2021. Fez sua estreia em 30 de setembro, entrando como substituto em um empate por 0 a 0 com o FC Cascavel, pela Série D de 2020.

## Estilo de jogo
Pio é volante de origem, mas se mostrou polivalente quando já atuou até como lateral-direito muitas vezes, qualquer bola parada próxima à área do adversário tem ficado a cargo do volante e Pio tem aproveitado esses lances para deixar o ataque em boas condições para marcar. Além disso, Pio se mostrou um bom cobrador de falta e boa parte de seus gols foram de bola parada.

## Títulos
Icasa
- Copa Integração: 2007, 2008

Aracati
- Campeonato Cearense - Série C: 2008

Treze
- Copa Paraíba: 2009
- Campeonato Paraibano: 2010

ABC
- Campeonato Brasileiro - Série C: 2010
- Campeonato Potiguar: 2011

Botafogo-PB
- Campeonato Brasileiro - Série D: 2013
- Campeonato Paraibano: 2014

Fortaleza
- Campeonato Cearense: 2015, 2016

Ceará
- Campeonato Cearense: 2018

Red Bull Brasil
- Campeonato Paulista do Interior: 2019

Bragantino
- Campeonato Brasileiro - Série B: 2019

Fluminense-PI
- Campeonato Piauiense: 2022